# Pacbase
Pacbaseは、IBMによって開発された、言語の使い分けのできる構造化プログラミングのプログラミング言語の一つである。

## 概要
Pacbaseは他の新しい言語と同様、産業用に広く使われており、IBMによりサポートされている。IBMのVisualAge Pasbaseは、IBMやIBM以外のメインフレームの両方で稼働し、IBM WebSphere Studio Application Developerにより統合される。Pacbaseのコードはコンパイルされると、まずCOBOLに変換され、更にバイナリにコンパイルされる。
2003年にはIBM VisualAge Pacbase V3.5が発表され、サーバー側にはIBMメインフレームの他、Microsoft Windows、各社UNIX、Linuxなどが、クライアント側にはMicrosoft Windows、各社UNIX、Linuxなどがサポートされた。なお日本では販売されていない。